# Edmund Randolph
Edmund Jenings Randolph (Williamsburg, Virginia, 10 augustus 1753 - Millwood, Virginia, 12 september 1813) was een Amerikaans staatsman en de eerste minister van Justitie (Attorney General) van de Verenigde Staten.
Randolph genoot hoger onderwijs aan het College of William and Mary en sloot zich in 1775 aan als adjudant van generaal George Washington tijdens de Amerikaanse Onafhankelijkheidsoorlog. Hij werd in 1776 lid van de constitutionele conventie van Virginia en diende tot 1786 als minister van justitie van zijn thuisstaat. Hij vertegenwoordigde tevens Virginia tijdens het Continental Congress van 1779 tot 1782. Voorts was hij vanaf 1786 twee jaar lang gouverneur van Virginia.
In 1787 vervulde Randolph een belangrijke rol tijdens het Constitutional Convention te Philadelphia alwaar hij een van de proponenten was van het Virginia Plan die een Senaat gekozen door het Huis van Afgevaardigden voorstond. Nadat dit plan werd afgewezen stond Randolph afkeurend tegenover het uiteindelijke document dat de Grondwet van de Verenigde Staten zou worden hoewel hij later wel campagne zou voeren om de grondwet door Virginia te laten ratificeren.
In 1789 werd Randolph in het kabinet van president Washington opgenomen als minister van justitie (Attorney General) en in 1794 volgde hij Thomas Jefferson op als Secretary of State (minister van Buitenlandse Zaken). Een jaar later trad hij af nadat Frankrijk hem valselijk had beschuldigd van het doorspelen van informatie en aannemen van steekpenningen, iets dat de Fransen later herriepen.
In 1807 was Randolph advocaat voor de verdediging in het proces tegen de voormalige vicepresident Aaron Burr. In 1813 overleed hij op 60-jarige leeftijd.